# Historický archiv Bela Crkva
Historický archiv Bela Crkva (srbsky Историјски архив Бела Црква) je kulturní instituce všeobecného významu, která se věnuje ochraně, uspořádání a archivování na území Jihobanátského okruhu v Srbsku. Územně je vymezen pro obec Plandište a města Vršac a Bela Crkva. Sídlí na adrese 1. oktobra 40.

## Historie
Historický archiv ve městě Bela Crkva byl založen dne 12. června 1946 jako podřízená jednotka pro Městské muzeum Vršac. Jako samostatný státně-historický archiv se sídlem ve městě Bela Crkva působí od 26. listopadu 1946. Stalo se tak na základě rozhodnutí Pověřenectví pro vzdělání Hlavního výkonného výboru Lidové skupštiny AO Vojvodina. Nachází se v budově bývalého hotelu Dimitrije Popoviće Kod grozda. Svůj současný název má archiv od roku 1966 a následujícího roku se stal institucí s působností na území několika opštin (obcí a měst) Na základě zákona z roku 1992 se stala srbská vláda zřizovatelem tohoto archivu. 
Budova archivu byla v roce 2021 rekonstruována.

## Archiválie
Historický archiv má k dispozici 654 fondů, které zahrnují materiály jak od různých organizací, např. samospráv, tak i matiční knihy, knihy úmrtí a dalších. Materiály jsou v srbském, maďarském, ruském a německém jazyce. Nejstarší jsou z roku 1723 a nejnovější archivované dokumenty potom pocházejí z roku 2006.[zdroj?] Mezi nejstarší patří církevní knihy vršacké fary (římskokatolické). V rámci archivu existuje také knihovna, která čítá 4000 knih. Pro archiv je k dispozici více objektů o celkové podlažní ploše 650 m2.
Archiv má také řadu dokumentů, které se týkají dějin a osudů české menšiny v regionu a jejich dějinám se rovněž věnuje. Jsou zde např. matriční knihy, kde lze na základě např. náboženství určit velikost a přítomnost českého obyvatelstva v jednotlivých obcích okolo Belé Crkvi.

## Další aktivity
Archiv porádá různé výstavy a další aktivity, např. setkání při příležitosti 300. výročí od založení města.